# Reinier Zonneveld
Reinier Zonneveld (* 30. Januar 1991 in Alphen aan den Rijn) ist ein niederländischer DJ und Musikproduzent. Er spielt und produziert hauptsächlich Acid Techno und ist Inhaber des 2017 gegründeten Labels Filth on Acid. Zonneveld ist vor allem für seine Live-Sets bekannt, bei denen er seine Musik mit Drumcomputern und Synthesizern auf die Bühne bringt.

## Biografie
Zonneveld wuchs in Alphen aan den Rijn als Sohn eines Bäckers auf, besuchte das Stedelijk Gymnasium in Leiden und studierte anschließend Ökonometrie an der Erasmus-Universität Rotterdam. Dort schloss er nach seinem Bachelor- auch die zwei Master-Studiengänge „Corporate Finance“ und „Real Estate Finance“ ab.
Er kam früh in Kontakt mit klassischer Musik und spielt seit er drei Jahre alt ist Klavier. Während seiner Studienzeit kam er auf Raves mit elektronischer Tanzmusik und Techno in Kontakt und begann anschließend selbst damit zu experimentieren. Seine Debüt-Veröffentlichung erschien auf Oliver Koletzkis Label Stil vor Talent.
Seit 2016 wird er für niederländische Festivals und Veranstaltungen wie Awakenings angefragt.
2017 gründete er mit Filth on Acid sein eigenes Label. 2019 erschien darauf sein drittes Album Church of Clubmusic.
Zu seinen musikalischen Vorbildern gehören die deutsche Band Kraftwerk, die niederländischen DJs Armin van Buuren und Speedy J, sowie die britischen DJs Richie Hawtin und Carl Cox.
Er veranstaltet das „Karren Maar Festival“ in Arnhem, bei dem er selbst auch auflegt.

## Diskografie (Auswahl)

### Alben
- 2013: Reverse Psychology (Illegal Alien Records)
- 2016: Megacity Servant (Stil vor Talent)
- 2019: Church of Clubmusic (Filth on Acid)
- 2023: Heaven Is Mad (For You) (Filth on Acid)
- 2024: Who is Batman? (mit T78 & MOTVS; Filth on Acid)